# Distritos de Gijón

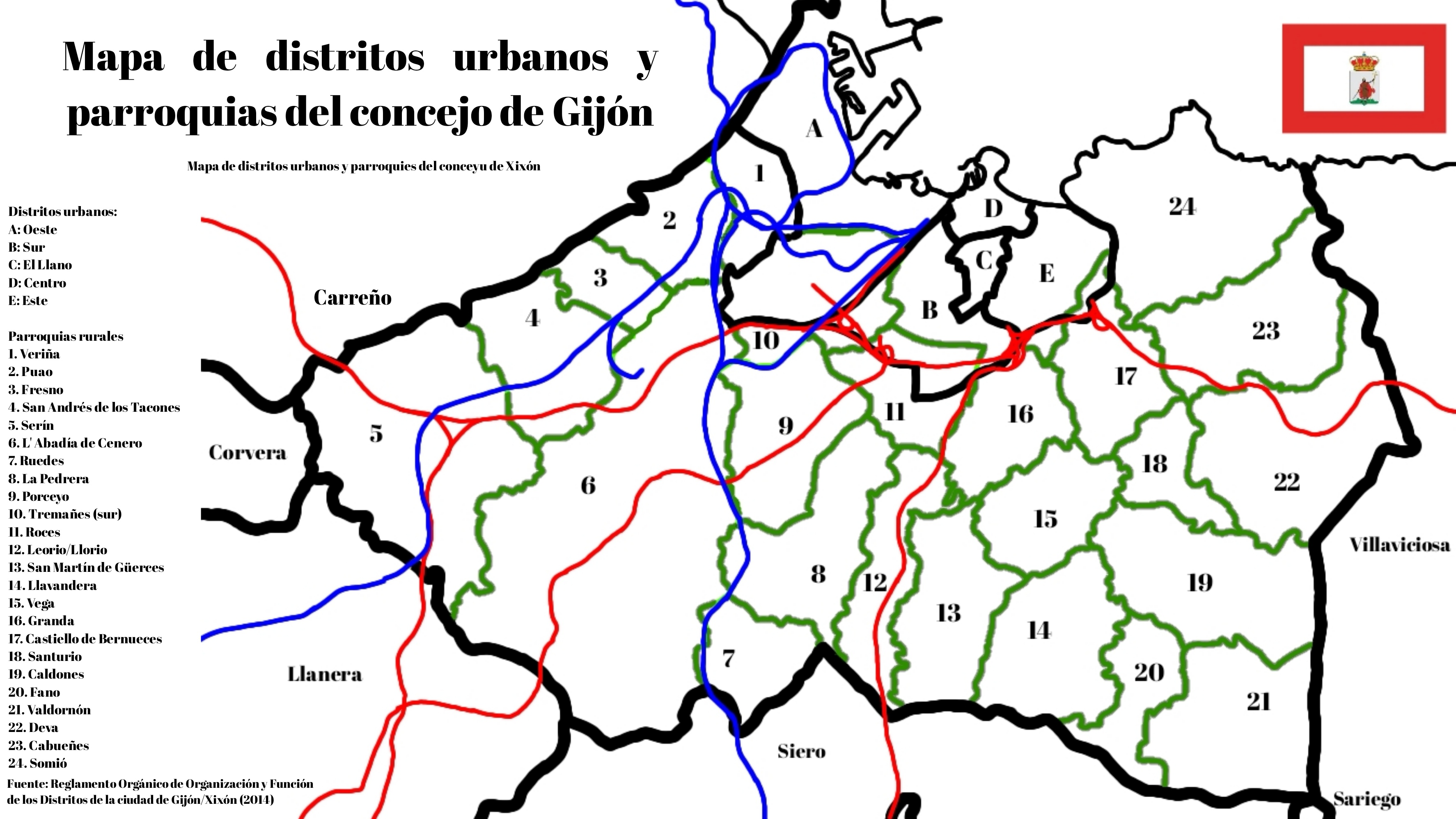
Mapa de distritos y parroquias

Los distritos municipales son la unidad territorial más grande dentro del concejo de Gijón, que se encuentra situado en el Principado de Asturias, al norte de España. El municipio se divide administrativamente en seis distritos, que a su vez se subdividen en 25 barrios y 21 parroquias:
| Distrito | Barrios |
| Centro   | El Centro, Cimadevilla y Laviada |
| Este     | La Arena, El Bibio, Las Mestas, Viesques, El Coto y Ceares |
| Llano    | El Llano |
| Sur      | Pumarín, Montevil, Contrueces, El Polígono, Perchera-La Braña, Nuevo Gijón, Santa Bárbara, Roces y Nuevo Roces                                                                               |
| Oeste    | La Calzada, Jove, Tremañes, El Natahoyo y Moreda |
| Distrito | Parroquias |
| Rural    | Baldornón, Bernueces, Cabueñes, Caldones, Cenero, Deva, Fano, Fresno, Granda, Huerces, La Pedrera, Lavandera, Leorio, Poago, Porceyo, Ruedes, Santurio, Serín, Somió, Tacones, Vega y Veriña |